# Етан (Есон)
Етан (фр. Étampes) насеље је и општина у Француској у региону Париски регион, у департману Есон.
По подацима из 2011. године у општини је живело 24.013 становника, а густина насељености је износила 586,83 становника/km².

## Демографија
| 1962.  | 1968.  | 1975.  | 1982.  | 1990.  | 2011.  |
| ------ | ------ | ------ | ------ | ------ | ------ |
| 13.515 | 16.493 | 19.651 | 19.386 | 21.457 | 24.013 |